# 望安島綠蠵龜產卵棲地保護區

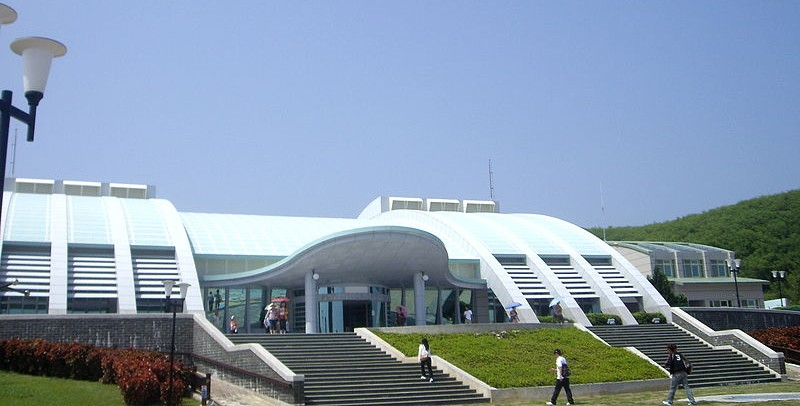
望安綠蠵龜觀光保育中心

望安島綠蠵龜產卵棲地保護區位於中華民國澎湖縣望安島西側及南側沙灘，是依據《野生動物保育法》於1995年公告成立的野生動物保護區。該保護區為臺灣少數僅存之綠蠵龜產卵地點，澎湖國家風景區管理處也於望安島上成立「澎湖望安綠蠵龜觀光保育中心」，並與澎湖縣政府農漁局委託之研究團隊持續在當地推廣保育工作並舉辦相關活動。